# Vincenzo degli Abbati Olivieri
Vincenzo degli Abbati Olivieri (* 13. März 1728 in Pesaro; † 12. September 1794 ebenda) war ein italienischer Musikkritiker und Komponist.

## Leben
Vincenzo degli Abbati Olivieri gehörte als Cavaliere [Ritter] einer örtlichen Adelsfamilie in Pesaro an. Sein Großvater war der Gelehrte Annibale degli Abati Olivieri (1708–1789). Dessen Onkel war Kardinal Fabio degli Abati Olivieri.

## Werke (Auswahl)
- Isauro fastoso [Der prächtige Isauro], Componimento drammatico. Text: Lucio Francesco Anderlino, Musik: Vincenzo Abbati Olivieri[3]
- Gentem nec Cantus spernit für Sopran, Alt und Bass, Autograph vvvom 21. Januar 1774 RISM ID: 850625650 in Esperimenti di Molti Autori fatti per essere aggregati nell’Accademia de’ Filarmonici di Bologna RISM ID: 850620085
- Nos qui vivimus benedicimus Domino in G-Dur, Antiphon für Sopran, Alt, Tenor und Bass, Das Manuskript als Autograph vom 16. Juni 1767 befindet sich im Besitz der Accademia Filarmonica Bologna in deren Archivio Biblioteca RISM ID: 850016692

## Rezeption und Gedenken
Die Musikwissenschaftlerin Maria Chiara Mazzi veranstaltete am 22. Juli 2021 in der Biblioteca Oliveriani ein musikalisches Gespräch mit dem Cembalisten Willem Peerik über Vincenzo Abbati Olivieri.